# Apo (Negros Oriental)
Apo ist eine 72 ha große Insel der Philippinen. Diese liegt sieben Kilometer vor der Südküste Negros an der Grenze zwischen Mindanaosee und Sulusee und ist ein Barangay der Stadtgemeinde Dauin. Auf Apo mit einer Ausdehnung von etwa 1.500 × 700 m drängen sich eine Handvoll vulkanischer Basalthügel bis max. 140 m Höhe bei den Koordinaten 9° 05' Nord, 123° 15' Ost. Von Negros aus ist die Insel vom Pier von Maluay (Zamboanguita) in etwa 30 Minuten mit einem Auslegerboot erreichbar. Rund 750 Menschen, davon etwa 25 % Kinder, leben auf der Insel.
Eine gleichnamige Insel Apo liegt nahe dem Apo-Riff vor der Westküste Mindoros.
1983 startete die Silliman University aus Dumaguete City auf Negros, zunächst gegen den Widerstand der ansässigen Fischer, ein zukunftsweisendes Umweltprojekt in Zusammenarbeit mit der kommunalen Verwaltung, das nun seine Früchte für Anwohner, Umwelt und Touristen trägt. Am 9. August 1994 wurde das Meeresschutzgebiet Apo Island Protected Landscape/Seascape offiziell als Bestandteil des nationalen Schutzprogramms zum Schutz der Biosphäre aufgenommen. Etwa 74,2 ha Meeresgebiet wurden an der Südostküste der Insel als Schutzzone ausgewiesen. Im Gegenzug erhalten die Einwohner 75 % des Touristeneintrittsgeldes. Das Geld kommt der ganzen Gemeinde zugute, z. B. wurden damit Wassertanks gebaut, ein Generator gekauft, ein Boot für die Küstenwacht angeschafft usw. Die restlichen 25 % fließen der Umweltschutzvereinigung zu. Die Einwohner beziehen ihr Einkommen hauptsächlich aus dem Fischfang.
Die Insel wird bei Tauchern und Schnorchlern sehr geschätzt. In der Schutzzone befindet sich ein Korallengebiet, das im weiten Umkreis einzigartig ist. Es können zudem der auffallende gelbschwarze Oriolus chinensis chinensis beobachtet werden, auch Prachtfregattvögel (Fregata magnificens) stellen sich gelegentlich ein, insbesondere bei aufkommendem Starkwind.